# Donkey-baiting

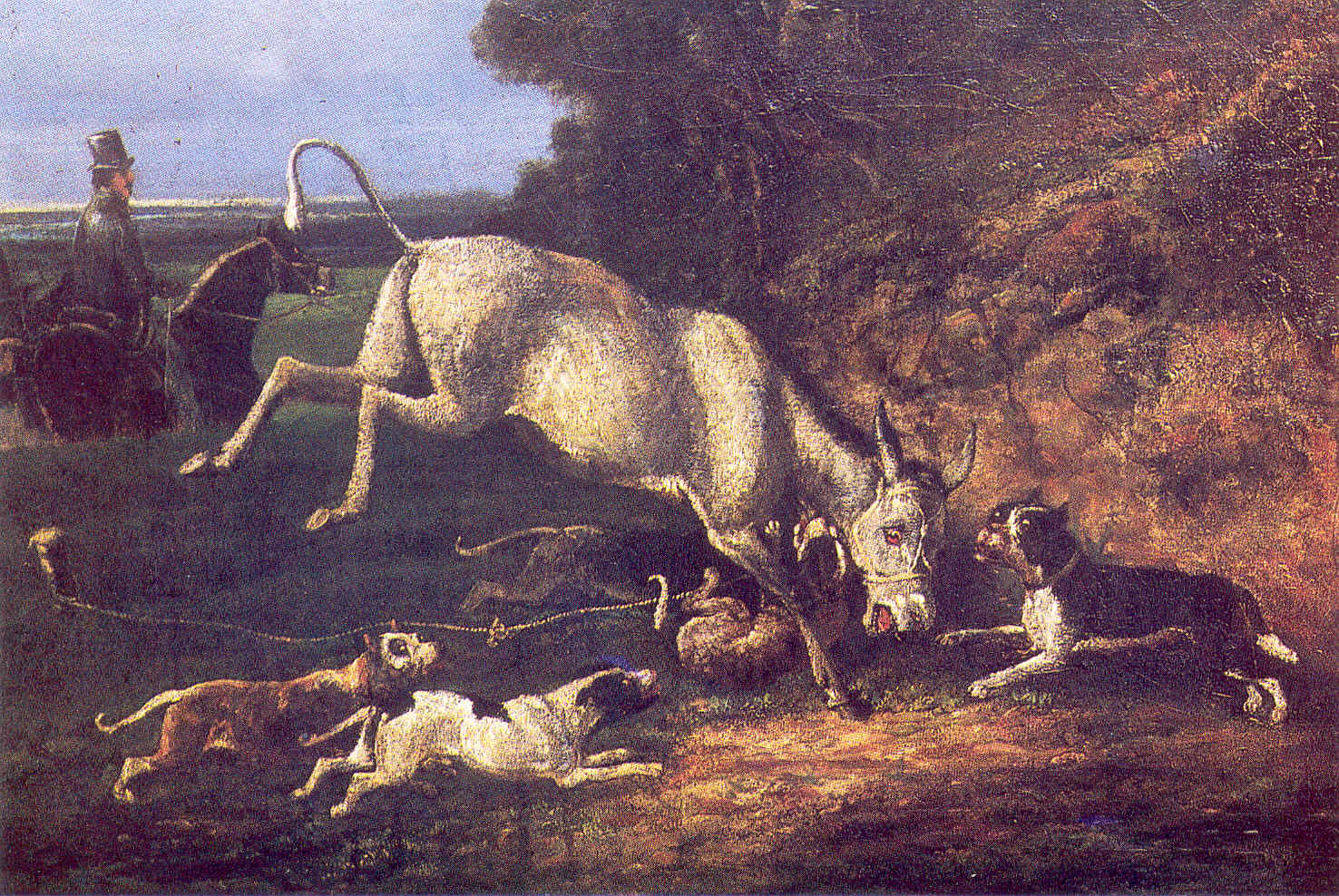
Un âne attaqué par des chiens, peinture à l'huile, vers 1840

Le donkey-baiting est un combat d'animaux impliquant l'attaque d'un âne par plusieurs chiens (« baiting »). Bien qu'assez populaire à l'époque victorienne, il n'a jamais suscité d'engouement de masse. La raison n'en est pas la volonté d'épargner l'âne, mais plutôt le fait que l'âne attaque rarement les chiens.
Cependant, c'est à partir du Martin's Act de 1822 que les mauvais traitements et les tortures infligés aux animaux ont commencé à être interdits par la loi anglaise. Le Martin's Act couvrait en principe l'ensemble du bétail, à l'exception des taureaux (jusqu'à la loi de 1835). 